# Biran
Biran är en kommun i departementet Gers i regionen Occitanien i sydvästra Frankrike. Kommunen ligger i kantonen Jegun som tillhör arrondissementet Auch. År 2022 hade Biran 377 invånare.

## Befolkningsutveckling
Antalet invånare i kommunen Biran
Referens:INSEE